# Rice Belt
Pour les articles homonymes, voir Rice.

Carte délimitant la Rice Belt.

Production de riz.

La Rice Belt, littéralement « ceinture de riz », est un espace agricole du Sud des États-Unis. Cette zone est généralement délimitée par l'Arkansas, de la Louisiane, du Mississippi et du Texas qui représentent les États américains à l'origine de la majeure partie de la production de riz. La Californie, autre important État producteur ne fait pas partie de cette Belt.
Ce surnom est lié sur la Corn Belt, une autre ceinture régionale des États-Unis.